# ادمون جاكوبس
ادمون جاكوبس (بالفرنسية: Edmond Jacobs)‏ هو دراج لوكسمبورغي، ولد في 14 أكتوبر 1928 في Garnich ‏ في لوكسمبورغ، وتوفي في 26 مارس 2012 في Pétange ‏ في لوكسمبورغ.

## وصلات خارجية
- ادمون جاكوبس على موقع أرشيف الدراجات (الإنجليزية)
- ادمون جاكوبس على موقع إحصائيات الدراجات الإحترافية (الإنجليزية)